# Бычковы
Бычковы (Бычковы-Ростовские) — княжеский (Рюриковичи) и древний дворянский род.
Род князей Бычковых внесён в Бархатную книгу. Князь П. В. Долгоруков, основываясь на Бархатной книге, в своём издании «Русская Родословная книга» изданной редакцией «Русская старина» считал княжеский род Бычковых-Ростовских угасшим.

## Происхождение и история рода

### Княжеский род Бычковы-Ростовские
Родоначальник княжеского и дворянского родов, князь Иван Владимирович Бычок-Ростовский (XVII колено от Рюрика), владел Двинскими землями, воевода в Куликовской битве (1380). Женат дважды: княжна Вера Андреевна Ростовская († 08 сентября 1380) и княжна Анна Ивановна дочь великого князя московского Ивана Ивановича, сестра великого князя Дмитрия Ивановича Донского (в 1-м браке за бояриным князем Дмитрием Михайловичем Волынским). Его дочь княжна Анастасия Ивановна замужем: первым браком за боярином и воеводой Фёдором Андреевичем Кошкой († 1403), 2-м браком за князем Константином Дмитриевичем Московским (1389—1433), сыном великого князя Дмитрия Донского. 
Князь, боярин и воевода Дмитрий Иванович Бычков-Ростовский по прозванию Бритый родоначальник Бритых-Бычковых, был женат 2-м браком на Анне Дмитриевне Московской, дочери великого князя Дмитрия Донского (от брака 2 сына и дочь). Дворецкий князь Бычков-Ростовский Василий-Пётр Васильевич женат на великой княжне Марии Васильевне (по другим источникам Ивановне) Московской. Князь Матвей Васильевич кравчий (1547), потом боярин, его жена Мария Андреевна Ростовская казнена Иваном Грозным († 1572). Его сестра княжна Ксения Васильевна замужем за бояриным, князем Юрием Васильевичем Глинским убитым чернью († 26 июня 1547). Княжна Анна Васильевна казнена Иваном Грозным († 1562), замужем за Дмитрием Васильевичем Шемячичем, сыном князя Василия Ивановича Шемячича († 05 июля 1561). Боярин и воевода князь Андрей Матвеевич с женой Верой Андреевной, матерью с сыном и дочерью казнены († 1572). Княжна Вера Матвеевна 2-я жена великого князя Симеона Бекбулатовича († 1587). Князь Фёдор Андреевич казнён в месте с сестрой Василисой († 1572), годом ранее его жена Анна Семёновна с отцом сбежала в Литву, поймана и казнена. Князь Афанасий Фёдорович с матерью бежал в Литву пойман и казнён († 1572). Князь Иван Юрьевич по прозванию Глухой воевода в Васильгороде (1553), Новосиле (1559).
Князь Василий Юрьевич, боярин и воевода в Ростове, родоначальник Бычковых-Ростовских.
Князь Никита Андреевич (в монашестве Николай), с согласия ростовских жителей объявил себя «князем и державцем Ростовским» (1610—1613). За то, что «отступился от Ростова в государевы руки» получил волости: Весь Новгородскую, Бежицы, Городок Княжев, погост Егорьевский Радиленской (1613), пожалован бояриным (1615), воевода в Костроме, погребён в Ростовском соборе, женат 2-м браком на Гликерии (Лукерии)-Анне Ивановне Шуйской, сестре царя Василия Ивановича Шуйского (от брака 2 сына и 3 дочери). Вероятно, что с отказом от титула «державца Ростовского» Никита Андреевич «охолопился» отказавшись и от титула князь для своих потомков. В дальнейшем представители рода, согласно родословной росписи, князьями не писались.
Император Пётр I в своих письмах к гвардии лейтенанту и своему денщику Владимиру Глебовичу Бычкову (1712) и жене генерал-фельдмаршала князя Репнина Аникиты Ивановича, княгине Прасковьи Глебовне Репниной (урождённая Бычкова) признавал род Бычковых прямо происходящий от князей Ростовских. Пётр III Фёдорович своим указом повелел выдать своему адъютанту, егермейстеру Высочайшего двора Юрию Ивановичу Бычкову грамоту, по которой ему возвращался княжеский титул (17 марта 1762), с последующим подтверждением Екатерины II.

### Дворянский род Бычковы
Одним из первых Бычковых упомянутых без княжеского титула записан сын князя Никиты Андреевича — Иван Никитич, жалованный вотчиной за московское осадное сидение (1619), с поместного его оклада 550 четвертей земли.
Род ведёт начало от Филиппа Гавриловича Бычкова (в конце XVII в.), записанный в VI часть родословной книги Владимирской губернии. Жена Филиппа Гавриловича — Аграфена Богдановна Карамзина.
В 1795 году отставной поручик Николай Фёдорович Бычков предъявил данную Бычкову Ивану Никитичу (правнуку Матвея Васильевича) грамоту царя Михаила Федоровича (1619), в ярославское дворянское депутатское собрание, с требованием внести его и детей в VI часть родословной книги Ярославской губернии. В заявлении он указал, что ему 30 лет, имеет он сына Фёдора, 5 лет, и дочерей — Екатерину 4 лет и Ольгу 2 лет; что женат он на дворянской дочери Елене Николаевне Васьковой. Упомянутый в сообщении пятилетний сын, Фёдор Николаевич (1793—1883), был впоследствии генерал-лейтенант, отец тайного советника Афанасия Фёдоровича Бычкова и директора гимназии Ф. Ф. Бычкова.

## Описание герба
Щит разделен крестообразно на четыре части, из них в верхнем красном поле изображена золотая шестиугольная звезда и под ней серебряный полумесяц рогами вверх (польский герб Лелива). В боковых голубого цвета частях крестообразно означены две золотые стрелы и одна на каждой шпага остриями вверх. В нижнем красном поле находится серебряная крепость с башней о трёх зубцах.
На щите дворянский коронованный шлем. Нашлемник: три страусовых пера. Намёт на щите голубой и красный, подложенный серебром. Щитодержатели: два льва. Герб рода Бычковых внесён в Часть 8 Общего гербовника дворянских родов Всероссийской империи, С. 127.

## Известные представители
- Бычков Андрей Иванович (1618—1659) — крестник царя Михаила Фёдоровича, боярин (1636); был женат на Варваре Алексеевне Сицкой (?—1652).
- Бычков Иван Иванович (1622—1689) — крестник царя Михаила Фёдоровича, пожалован сразу в стольники, на дворцовой службе в 1636—1640 гг.; жена — София Яковлевна Милославская (1627—1701).
- Бычков Пётр Иванович (?—1660) — воевода, окольничий (1646), дворецкий и боярин (30.06.1656); был женат на Пелагее Степановне Пушкиной.
- Бычков Кирилл Иванович — стольник, ловчий и стрелецкий голова.
- Бычков Михаил Андреевич (1639—1680) — крестник царя Михаила Фёдоровича, жена княжна Анна Ивановна Хворостина.
- Бычков Константин Иванович (1658—1709) — крестник царя Алексея Михайловича и царевны Ирины Михайловны, пожалован сразу в бояре (1660), супруга царевна и великая княжна Феодосия Алексеевна (с 18 января 1680).
- Бычков Павел Петрович — стольник, участник похода против Яна Казимира, подрында у «большого копья» (1654), за службу и взятие Белой получил похвальную грамоту.
- Бычков Никита Игнатьевич (1630—1663) — ловчий.
- Бычков Алексей Васильевич (1653—1689) — боярин.
- Бычкова Анна Михайловна — жена вице-канцлера, барона Петра Павловича Шафирова (с 1694).
- Бычков Алексей Игнатьевич — стряпчий (1678)[7].
- Бычкова Мария Владимировна — крестница императрицы Екатерина I.
- Бычковы; Фёдор Петрович (г/р 1714) и Иван Владимирович (г/р 1716) — крестники императора Петра I.
- Бычков Павел Михайлович (1819—1854) — крестник Императора Александра I и императрицы Марии Фёдоровны.
- Бычкова Анна Константиновна — жена Абрама Фёдоровича Лопухина, брата царицы Евдокии Фёдоровны (с 1716)